# 玛丽-洛尔·德利
玛丽-洛尔·德利（法語：Marie-Laure Delie，1988年1月29日—），生于维利耶勒贝勒，法国女子足球运动员。她曾代表法国国家队参加2011年和2015年国际足联女子世界杯，其中2011年世界杯获得殿军。